# Hansen-Nunatak
Der Hansen-Nunatak ist ein markanter und 965 m hoher Nunatak in der Form eines Bienenkorbes im ostantarktischen Viktorialands. Er ragt 5 km nordöstlich des Mount Larsen und 5 km nordwestlich des Teall-Nunatak inmitten des Reeves-Gletschers nahe dessen Entstehungsgebiets auf. 
Der Nunatak wurde erstmals von Teilnehmern der Discovery-Expedition (1901–1904) gesichtet, doch erst während der Nimrod-Expedition (1907–1909) kartografisch erfasst, beschrieben und nach dem norwegischen Zoologen und Polarforscher Nicolai Hanson (1870–1899) – wenn auch in abweichender Schreibweise – benannt, einem Teilnehmer der Southern-Cross-Expedition (1898–1900).